# Гідрогеологія Нігеру
Гідрогеологія Нігеру. 
Тер. Нігеру займає південно-східну частину Малі-Нігерського і північно-західну частину Чадського артезіанських басейнів. 
Основний водоносний комплекс на більший частині території представлений крейдовими пісками і пісковиками. На ділянках виходів цих порід на поверхню вони містять безнапірні води (глибини від декількох м до 100 м і більше). Напір вод збільшується зі збільшенням глибини (наприклад, до 400 м при глибині понад 700 м). Коефіцієнт водопроводіності 5-10–5 м²/с, питомі дебіти свердловин 0,03–5 л/с. Склад води НСО3– – Ca+2 або Na+ з мінералізацією до 0,5 г/л; на глибині – Cl––Na+ з мінералізацією до 3 г/л. 
На південному сході країни основний водоносний комплекс — пліоцен-четвертинні піски і пісковики Чадської формації; дебіти свердловин 1–30 л/с; мінералізація до 3 г/л; склад: НСО3– – Ca+2  і SO4−2– Ca+2. Значна частина територія Нігеру зайнята грядовими і барханними пісками, обводненість яких спорадична (по лінзах і прошарках); мінералізація вод 1–3 г/л і більше, склад Cl– – SO4−2–Na+– Ca+2. 